# Leucothea japonica
Leucothea japonica är en kammanetart som beskrevs av Komai 1918. Leucothea japonica ingår i släktet Leucothea och familjen Leucotheidae. Inga underarter finns listade i Catalogue of Life.